# Pravada
Pravada — петербургская группа, представляющая новую волну российской поп-музыки. Стиль группы можно охарактеризовать как атмосферный гитарный поп-рок новой формации. В 2015 году Pravada стала победителем российского этапа международного фестиваля «Emergenza», а также вошла в число призёров международного финала «Taubertal Emergenza World Final 2015» в Германии.

## История
История группы берёт свое начало летом 2014 года. Собравшись на одной из репетиционных точек Санкт-Петербурга, трое друзей (Юрий Заслонов, Сергей Иванов и Дмитрий Гущин), к которым впоследствии присоединился Andrew Shack, решили реализовать накопившиеся творческие задумки. Днём рождения группы считается 21 июня 2014 года. Именно в этот день во время поездки на Финский залив коллективу было дано имя Pravada.
За первые полгода существования группа громко заявила о себе, выступив на разогреве The Neighbourhood и Энрике Иглесиаса.
В мае 2015 Pravada презентует свой дебютный EP под названием «Пока», который был выпущен при поддержке известного российского лейбла Мистерия звука.
В июне 2015 Pravada становится победителем российского этапа международного фестиваля «Emergenza» и получает право представлять Россию на фестивале в Германии «Taubertal-Festival 2015».
В Германии Pravada становится призёром международного финала «Emergenza», участие в котором принимали группы более чем из 20 стран мира, выступает на одной сцене с такими группами как The Offspring, Funeral for a Friend, Everlast и многими другими. Барабанщик Pravada признается лучшим ударником среди независимых групп по мнению европейского жюри и получает специальный приз от компании «Sabian».
В июле 2015 Pravada участвует в конкурсе «Lenovo» и «Musicmama», где становится финалистом и выступает в центре Петербурга на Манежной площади с рядом российских популярных групп и западным хедлайнером фестиваля, которым стала Skye Edwards (Morcheeba).
В августе 2015 группа Pravada становится финалистом конкурса газеты «Metro». В московском номере издания о группе выходит статья, тираж которой составляет 450 000 экземпляров. И уже 5 сентября Pravada выступает в День города Москвы на Болотной площади в рамках фестиваля «Metro On Stage».
В сентябре 2015 музыкальный продюсер из Лос-Анджелеса Марк Нидэм, известный по работе с такими артистами как Imagine Dragons, The Killers, Pink, Shakira, My Chemical Romance, Moby выбирает Pravada для работы над новым синглом группы в рамках международного проекта «Backstage Secrets». Запись проходит в Москве с 24 по 28 сентября на студии «Vintage Records». Композиция получает название «Посмотри на Небо».
В декабре 2015 группа Pravada презентует видеоклип «Пока» на канале ELLO, главную роль в котором исполнила актриса, модель, вице-мисс Татарстана и Москвы, а также участница шоу «Холостяк» на канале ТНТ — Анна Устюжанина.
В январе 2016 Pravada становится официальной командой разогрева американской группы Imagine Dragons в России в рамках тура «Smoke + Mirrors» и выступает на больших концертах в Москве (СК «Олимпийский») и Санкт-Петербурге («Ледовый Дворец»).
В это же время к группе появляется интерес со стороны СМИ. Pravada становится гостем эфиров на радио «Maximum», «Комсомольская Правда», «Радио России», «Русская служба новостей» и многих других.
25 марта 2016 состоялся релиз дебютного альбома Pravada, который получил название «Мечтать». Альбом включает в себя 13 композиций и выходит при поддержке старейшего независимого рекорд-лейбла «Студия Союз». Презентации c большим успехом проходят в Москве (14 апреля — клуб «Brooklyn») и в Санкт-Петербурге (21 апреля — клуб «Космонавт»).
В апреле 2016 в поддержку первого альбома группа снимает масштабный студийный концерт в уникальной локации Annenkirche — старейшая лютеранская церковь Санкт-Петербурга. Премьера первого ролика на композицию «Зима» состоялась 18 апреля на сайте газеты «Metro» в России.
В конце мая 2016 группа Panic! At The Disco выбирает Pravada из множества других музыкальных коллективов для участия в своем концерте в честь презентации альбома «Death of a Bachelor», который состоялся 1 июня в петербургском клубе А2 при полном аншлаге.
В июне 2016 группа Pravada становится победителем конкурса «Попади на сцену ВКонтакте» и получает право выступить на фестивале «Maxidrom 2016» в Москве. 19 июня состоялся сам фестиваль с участием Pravada, хедлайнерами которого стали Rammstein, IAMX, Editors, Leeroy Thornhill (ex-Prodigy) и многие другие.
В конце сентября 2016 новый сингл Pravada «Космос» попадает в ротацию радиостанции «Наше радио».
26 октября 2016 Pravada начинает сотрудничество c российским отделением компании «Universal Music Group». Первым плодом совместной работы стал EP «Воздухом», релиз которого состоялся 4 ноября 2016.
В начале января 2017 Pravada становится номинантом ежегодной национальной премии «Чартова Дюжина» в номинации «Взлом».
Весной 2017 Pravada становится победителем программы «Раскрутка» на «Russian Musicbox», а клип на композицию «Свети» попадает в постоянную ротацию телеканала. Наряду с этим видео «Свети» попадает в тренды на YouTube. Сам трек дебютирует в хит-параде «Чартова Дюжина» на волнах радиостанции «Наше радио».
Летом 2017 Pravada отмечается чередой выступлений на различных фестивалях, главным из которых становится «Фестиваль ВКонтакте», состоявшийся в парке 300-летия Санкт-Петербурга, а в июле группа становится номинантом пятой реальной премии телеканала «Russian Musicbox» в номинации «Раскрутка года».
29 и 30 августа 2017 группа Pravada выступает в качестве специальных гостей в рамках тура в поддержку альбома «Ambitions» японской группы One Ok Rock в Санкт-Петербурге и Москве. А концертный сезон 2017 закрывает выступлением на разогреве исландской группы Kaleo в петербургском клубе А2.
2018 год для Pravada ознаменовался выходом сингла «Любовь» в поддержку нового альбома. Трек занимает лидирующие позиции в чарте iTunes по России и Украине. Чуть позже коллектив презентует одноимённое видео, которое высоко оценивается профессионалами индустрии и попадает в ротацию музыкального телеканала «Музыка Первого», а также радиостанции «Страна FM».
В марте 2018 года группа выпускает свой второй полноформатный альбом «Романтика». Трек «Весна» сразу занимает 4 место в главном чарте iTunes, уступив новинкам от Serebro и Егора Крида. Сам альбом поднимается до 4 позиции в альтернативном чарте крупнейшей музыкальной сети.
Композиция «Город» с альбома «Романтика» очень понравилась Светлане Сургановой, и она согласилась принять участие в дуэтной версии трека. Премьера состоялась 7 апреля на «Нашем Радио» в хит-параде «Чартова Дюжина». 10 апреля «Город» зазвучал на «Радио Зенит». Позднее, в день рождения Санкт-Петербурга, выходит видео в подарок городу от музыкантов - лайв на этот совместный трек, который ребята сняли в куполе Зингера, где сейчас располагается офис Вконтакте.
На данный момент Pravada активно даёт концерты на различных площадках страны, является частым гостем крупных фестивалей, среди которых «Нашествие», «Окна Открой», «Живой», «Metro on Stage», «Перезагрузка», «Мост», «Всероссийский фестиваль красок» и многие другие. Публикации о группе и интервью выходят в таких изданиях как «Metro», «Московский комсомолец», «Cosmopolitan», «Все Звёзды» и многих других.

## Состав
Текущий состав
- Юрий Заслонов — вокал, гитара
- Andrew Shack — гитара
- Сергей Иванов — бас-гитара
- Дмитрий Гущин — ударные

## Дискография

### Студийные альбомы
- 2016 — «Мечтать»
- 2018 — «Романтика»
- 2018 — «Личка. Часть 1»

### Синглы
- 2014 — «Сука»
- 2014 — «Напополам»
- 2014 — «Земля»
- 2014 — «Волна»
- 2015 — «Миру не нужно слов»
- 2015 — «Осталось лететь»
- 2016 — «Космос»
- 2017 — «Свети»
- 2017 — «Накроет»
- 2018 — «Любовь»
- 2018 — «Берег и река»
- 2018 — «Город (feat. Светлана Сурганова)»

### EP
- 2015 — «Пока»
- 2016 — «Воздухом»

## Эндорсмент
Фронтмен группы Pravada Юрий Заслонов и гитарист Andrew Shack являются официальными эндорсерами гитарной фирмы Reverend. Andrew Shack также является эндорсером американских струн Curt Mangan.